# Patricia Remak
Patricia Joan Remak-Boerenstam (Amsterdam, 16 juli 1965) is een Nederlandse juriste en voormalig politica. Namens de Volkspartij voor Vrijheid en Democratie (VVD) was ze portefeuillehouder van het stadsdeel Amsterdam-Zuidoost en lid van de Tweede Kamer der Staten-Generaal. Ze heeft een Surinaamse achtergrond, haar ouders hadden zich in 1958 vanuit dat land in Nederland gevestigd. Remak is twee keer wegens fraude veroordeeld.

## Juridische opleiding en loopbaan
Na haar middelbareschooltijd studeerde Remak van 1983 tot 1988 rechten aan de Vrije Universiteit Amsterdam, waarbinnen zij zich specialiseerde in staats-, bestuurs- en internationaal recht. Vervolgens ging zij aan de slag als commercieel juridisch medewerkster. Daarnaast begon zij in 1990 een studie fiscaal recht aan de Rijksuniversiteit Leiden. In 1992 werd zij belastinginspecteur bij de douane, het jaar daarop rondde zij haar universitaire studie af. Behalve als belastinginspecteur werkte Remak ook nog als beleidsmedewerkster sociale zaken. Ze volgde de opleidingen tot belastinginspecteur en belastingontvanger.

## Politieke loopbaan
In 1994 werd ze voor de VVD lid van de stadsdeelraad van Amsterdam-Zuidoost. Ze zou hier tot 1998 lid van blijven, van 1995 tot 1997 ook als fractievoorzitter. Van 1997 tot 1998 was zij tevens portefeuillehouder (wethouder) welzijn, sport en financiën.
In 1998 maakte ze de overstap naar de landelijke politiek en werd ze Tweede Kamerlid. Bij haar beëdiging viel zij op doordat zij in traditionele Surinaamse kleding acte de présence gaf. In de Tweede Kamer zaten de onderwerpen financiën (belastingen), ontwikkelingssamenwerking en rijksuitgaven in haar portefeuille. Na haar afscheid van de Tweede Kamer in 2002 werd Remak in 2003 lid van de Provinciale Staten van Noord-Holland. In 2005 verliet ze "als gevolg van grote inhoudelijke verschillen" de fractie van de VVD en ging ze als onafhankelijk Statenlid verder.

## Wachtgeldfraude
In januari 2007 werd Remak veroordeeld wegens fraude omdat zij drie jaar lang ten onrechte wachtgeld uit hoofde van haar voormalig Kamerlidmaatschap bleef accepteren, terwijl zij daarnaast alweer reguliere inkomsten genoot uit haar werk als belastinginspecteur en haar lidmaatschap van de Provinciale Staten van Noord-Holland. Ze gaf deze inkomsten niet op, hoewel dat wel verplicht is. Het totale onrechtmatig ontvangen bedrag bedroeg meer dan € 100.000.
Enkele dagen voor het bekend worden van deze veroordeling legde Remak haar Statenlidmaatschap 'om gezondheidsredenen' neer. De provincie Noord-Holland stelde vervolgens een nader onderzoek in naar vermeende financiële onregelmatigheden gedurende haar Statenlidmaatschap, hetgeen opnieuw resulteerde in een aangifte wegens fraude en valsheid in geschrifte naar aanleiding van betalingen aan een fractieassistent die tevens werkzaam was in het bedrijf van haar echtgenoot.
Na de rechtszaak over haar wachtgeld en een erop volgende beroepsprocedure werd zij uiteindelijk in januari 2008 veroordeeld tot een gevangenisstraf van zes maanden (waarvan drie voorwaardelijk) en een taakstraf van 240 uur.
- Parlement.com: vg09llk5i1zy